# Serrat del Lledó
El Serrat del Lledó és una muntanya de 408 metres que es troba al municipi de Balsareny, a la comarca catalana del Bages.